# Valeriana chamaedryfolia
Valeriana chamaedryfolia är en kaprifolväxtart som beskrevs av Adelbert von Chamisso och Schltdl. Valeriana chamaedryfolia ingår i släktet vänderötter, och familjen kaprifolväxter. Inga underarter finns listade i Catalogue of Life.